# Coronaviride
Coronaviridele sau coronavirusurile (Coronaviridae) este o familie de virusuri învelite cu genom ARN monocatenar liniar cu sens + și dimensiuni de 120–160 nm, care infectează oamenii și numeroase animale domestice și sălbatice, în special chiropterele (liliecii). La exteriorul virionului au un  înveliș pe care se observă proeminențe de glicoproteine, pedunculate, cu extremități rotunjite dispuse în coroană (de unde și numele de coronavirusuri). Virusurile familiei coronaviride sunt responsabile pentru unele afecțiuni, mai ales respiratorii, la om; rolul lor în patologia digestivă, în unele forme de enterocolită necrozantă, este controversat. Ei determină, de asemenea, afecțiuni digestive sau respiratorii la animalele domestice (porcine, bovine, pisici, păsări de curte). 
Familia Coronaviridae include patru genuri: Alphacoronavirus care infectează chiropterele, porcii (gastroenterita porcină epidemică) și oamenii (rinofaringite), Betacoronavirus, cu un genom extrem de plastic, care circulă în principal la chiroptere, iar unii sunt agenții unor sindroame respiratorii foarte grave la om în Orientul Mijlociu (MERS-CoV) și în Asia (SARS-CoV), Gammacoronavirus și Deltacoronavirus, în principal, aviari.
Subfamilii și genuri:
- Letovirinae
  - Alphaletovirus
- Orthocoronavirinae (= Coronavirinae)
  - Alphacoronavirus
  - Betacoronavirus
  - Deltacoronavirus
  - Gammacoronavirus